# Гати, Кэтлин
Кэтлин Гати (англ. Kathleen Gati, род. 13 августа 1957) — канадская актриса венгерского происхождения.

## Биография
Гати родилась и выросла в Канаде в семье венгерских иммигрантов, и начала свою карьеру в трёхлетнем возрасте на сцене. В двадцатилетнем возрасте она переехала в Нью-Йорк, чтобы продолжить карьеру на офф-бродвейской сцене, а в начале девяностых отправилась в Венгрию на пять лет, где снялась в ряде фильмов и телешоу, прежде чем вернуться в США.
За свою карьеру Гати сыграла порядка ста ролей на телевидении и в кино. В 1989—1990 годах у неё была второстепенная роль в дневной мыльной опере «Все мои дети», а в начале 2000-х она была частым гостем в таких сериалах как «Полиция Нью-Йорка», «Скорая помощь», «Отчаянные домохозяйки» и «Морская полиция: Спецотдел». У Гати были второстепенные роли в сериалах «24 часа» и «Люди Альфа». На большом экране она появилась в фильмах «Вкус солнечного света», «Якоб-лжец», «Знакомство с Факерами», «Рабство» и «Мальчикам это нравится».
В 2012 году Гати начала играть роль злобной Лейсл Обрехт в дневной мыльной опере «Главный госпиталь».

## Личная жизнь
В 2012 году вышла замуж за Майкла Брауэрса.
Гати говорит на английском, венгерском, русском, испанском, французском и немецком языках.

## Избранная фильмография
| Год       |   | Русское название      | Оригинальное название | Роль  |
| --------- | - | --------------------- | --------------------- | ----- |
| 2006      | с | Отчаянные домохозяйки | Desperate Housewives  | Майя  |
| 2012—2018 | с | Стрела                | Arrow                 | Раиса |

## Награды и номинации
| Год  | Награда                       | Категория                                             | Работа                 | Результат |
| ---- | ----------------------------- | ----------------------------------------------------- | ---------------------- | --------- |
| 1993 | Hungarian Film Critics Awards | Лучшая актриса второго плана                          | Goldberg variácók      | Победа    |
| 1995 | Hungarian Film Week           | Лучший документальный фильм                           | A színésznö és a halál | Победа    |
| 2016 | Дневная премия «Эмми»         | Outstanding Actress in a Digital Daytime Drama Series | Winterthorne           | Номинация |
| 2016 | Indie Series Awards           | Best Guest Actress - Drama                            | Winterthorne           | Номинация |